# Lijst van organisaties actief in het openbaar vervoer
Op deze pagina staat een lijst van organisaties actief in het openbaar vervoer. Het gaat om bestaande en voormalige organisaties van over de hele wereld.

## A
- Aachener Kleinbahn Gesellschaft (AKG)
- Stoomtramweg-Maatschappij Antwerpen - Bergen op Zoom - Tholen (ABT)
- ACTS Nederland BV
- Ahaus-Enscheder Eisenbahn-Gesellschaft (AEE)
- Aken-Maastrichtsche Spoorweg-Maatschappij (AM)
- Algemeene Transport Onderneming (ATO)
- Amtrak
- Antwerpse Maatschappij voor den dienst van Buurtspoorwegen (AMDB)
- Amersfoortsche Tramweg-Maatschappij (AmTM)
- Société Anonyme des chemins de fer d'Anvers à Rotterdam (AR)
- Area
- Arnhemsche Tramweg-Maatschappij (AhTM)
- Arriva
- Arriva Personenvervoer Nederland
- Arriva Trains Wales
- ATAC

## B
- N.V. Brabantsche Buurtspoorwegen en Autodiensten (BBA)
- BLS AG
- Breng
- British Rail (BR)
- Berliner Verkehrsbetriebe (BVG)

## C
- c2c
- Centraal Nederland (CN)
- Central Trains
- Centrale Vervoerdienst (CVD)
- Chemins de Fer Luxembourgeois (CFL)
- Chicago Transit Authority
- Chiltern Railways
- Cisalpino
- CityNightLine
- Compagnie Internationale des Wagons-Lits (CIWL)
- Connex
- Connexxion
- Stichting Coördinatie Autovervoer Personen (CAP)
- Cramers Autobus Onderneming (CAO)

## D
- DB Fernverkehr
- DB Regio
- DB Regionalbahn Westfalen
- Dedemsvaartsche Stoomtramweg-Maatschappij (DSM)
- Detroit Department of Street Railways
- Deutsche Bahn (DB)
- Deutsche Bundesbahn (DB)
- Deutsche Reichsbahn (DR)
- De Lijn
- De Valk
- Dillen & Le Jeune Cargo
- Dispolok

## E
- Eerste Beeker Autobus Dienst (EBAD)
- Eerste Groninger Tramway-Maatschappij (EGTM)
- Eerste Meierijsche Autobedrijf (EMA)
- English, Welsh and Scottish Railway
- Egberts' Zonen
- Egged
- Europese Reizigersfederatie
- Eurotunnel
- EuskoTren
- EBS

## F
- Ferrocarriles Españoles de Vía Estrecha (FEVE)
- Ferrocarrils de la Generalitat de Catalunya (FGC)
- Ferrovie dello Stato (FS)
- First Great Western
- First Great Western Link
- First Group
- First ScotRail
- Friese Autobus Maatschappij (FRAM)

## G
- Gatwick Express
- Geldersch-Overijsselsche Lokaalspoorweg-Maatschappij (GOLS)
- Gelderse Tramweg Maatschappij (GTM)
- Gemeentetram Nijmegen (GTM)
- Go-Ahead Group
- Gooische Tramweg Maatschappij (GTM)
- N.V. Gronings-Drentsche Spoorwegmaatschappij Stadskanaal-Ter Apel-Rijksgrens (STAR)
- Great North Eastern Railway
- Groninger Autobusdienst Onderneming (GADO)
- Gemeentelijk Vervoerbedrijf Groningen (GVG)
- GVB (Amsterdam)
- GVU (Utrecht)

## H
- Heathrow Express
- Herik Rail
- Hermes
- High Speed Alliance (HSA)
- Hollandsche IJzeren Spoorweg-Maatschappij (HSM)
- HTM Personenvervoer (Den Haag)
- Hull Trains

## I
- Internationale Autobus-Onderneming (IAO)
- Island Line
- ITL Benelux

## K
- Königlich Preußische Eisenbahn-Verwaltung (KPEV)
- Keolis

## L
- Limburgsche Tramweg Maatschappij (LTM)
- Limex
- Levelink
- Lovers Rail

## M
- Maas-Buurtspoorweg (MBS)
- Maatschappij tot Exploitatie van Staatsspoorwegen (SS)
- Maatschappij voor het Intercommunaal Vervoer te Brussel (MIVB)
- Merseyrail
- Met.Ro.
- Meussen
- Midland Mainline
- Midnet
- Millennium Transportation International
- Mulder

## N
- National Express East Anglia
- National Express Group
- Nationale Maatschappij der Belgische Spoorwegen (NMBS)
- Nationale Maatschappij van Buurtspoorwegen (NMVB)
- Nedam's Autobus Onderneming (NAO)
- NedTrain
- Nederlandsche Auto Car Onderneming (NACO)
- Nederlandsche Buurtspoorweg-Maatschappij (NBM)
- Nederlandsche Centraal-Spoorweg-Maatschappij (NCS)
- Nederlandsche Rhijnspoorweg-Maatschappij (NRS)
- Nederlandsche Tramweg Maatschappij (NTM)
- Nederlandse Spoorwegen (NS)
- Noord-Brabantsch-Duitsche Spoorweg-Maatschappij (NBDS)
- NoordNed (NN)
- Noord-Zuid-Hollandsche Vervoer Maatschappij (NZH)
- Noordoosterlocaalspoorweg-Maatschappij (NOLS)
- Northern Rail
- Novio

## O
- Österreichische Bundesbahnen (ÖBB)
- Oostnet

## P
- Prignitzer Eisenbahn
- Prodata systems
- ProRail

## Q
- Qbuzz

## R
- Rail4Chem
- Railion
- Red Nacional de los Ferrocarriles Españoles (RENFE)
- Regionales
- Rhätische Bahn
- Rotterdam Rail Feeding
- Rotterdamsche Tramweg Maatschappij (RTM)
- RET (Rotterdam)
- Vereniging Reizigers Openbaar Vervoer (ROVER)

## S
- Schneebergbahn
- Schutte Tours Zwolle
- Schweizerische Bundesbahnen (SBB CFF)
- Silverlink
- Serco
- Société Nationale des Chemins de fer Français (SNCF)
- Société Régionale Wallonne du Transport (SRWT)
- South Eastern Trains
- South West Trains
- Southern
- Stadsbus Maastricht
- Stadsvervoer Dordrecht
- Stadsvervoer Nederland
- Stagecoach Group
- Stoomtram 's-Hertogenbosch-Helmond-Veghel-Oss (HHVO)
- Stoomtramweg-Maatschappij 's-Bosch-Helmond (sBH)
- Stoomtramweg-Maatschappij Oostelijk Groningen (OG)
- Storstockholms Lokaltrafik (SL)
- Syntus

## T
- TCR Vlieland
- Thaise Staatsspoorwegen
- Thameslink
- Trambus
- Transdev
- Translink
- TransPennine Express
- Transport for London
- TreinTramBus
- Trenitalia
- Twee Provinciën (TP)
- Twentsche Electrische Tramweg Maatschappij (TET)

## V
- Vancom
- Van de Rijdt
- Vervoersonderneming Noord-Nederland (VEONN)
- Veolia Transport
- Verenigd Streekvervoer Limburg (VSL)
- Verenigd Streekvervoer Nederland (VSN)
- Verenigde Autobusdiensten Gouda-Utrecht (VAGU)
- Virgin Trains
- Vitesse
- Vlaamse Vervoermaatschappij De Lijn

## W
- Wagn
- Wessex Trains
- Westnederland (WN)
- Wiener Lokalbahnen (WLB)
- Woldjerspoorweg (WESTIG)

## Y
- IJssel Stoomtramweg-Maatschappij (IJSM)
- IJzendijksche Stoomtramweg-Maatschappij (IJzSM)

## Z
- Zentralbahn
- Zuider Stoomtramweg-Maatschappij (ZSM)
- Zuidooster (ZO)
- ZWN-Groep